# Coldwater (Ohio)
Pour les articles homonymes, voir Coldwater.
Coldwater est un village des États-Unis situé en Ohio, dans le comté de Mercer. 
La population était de 4 427 habitants au recensement de 2010.

## Personnalités notables
- Cory Luebke
- Jesse E. Moorland
- James Grover McDonald,